# Barbara (Métro Paris)

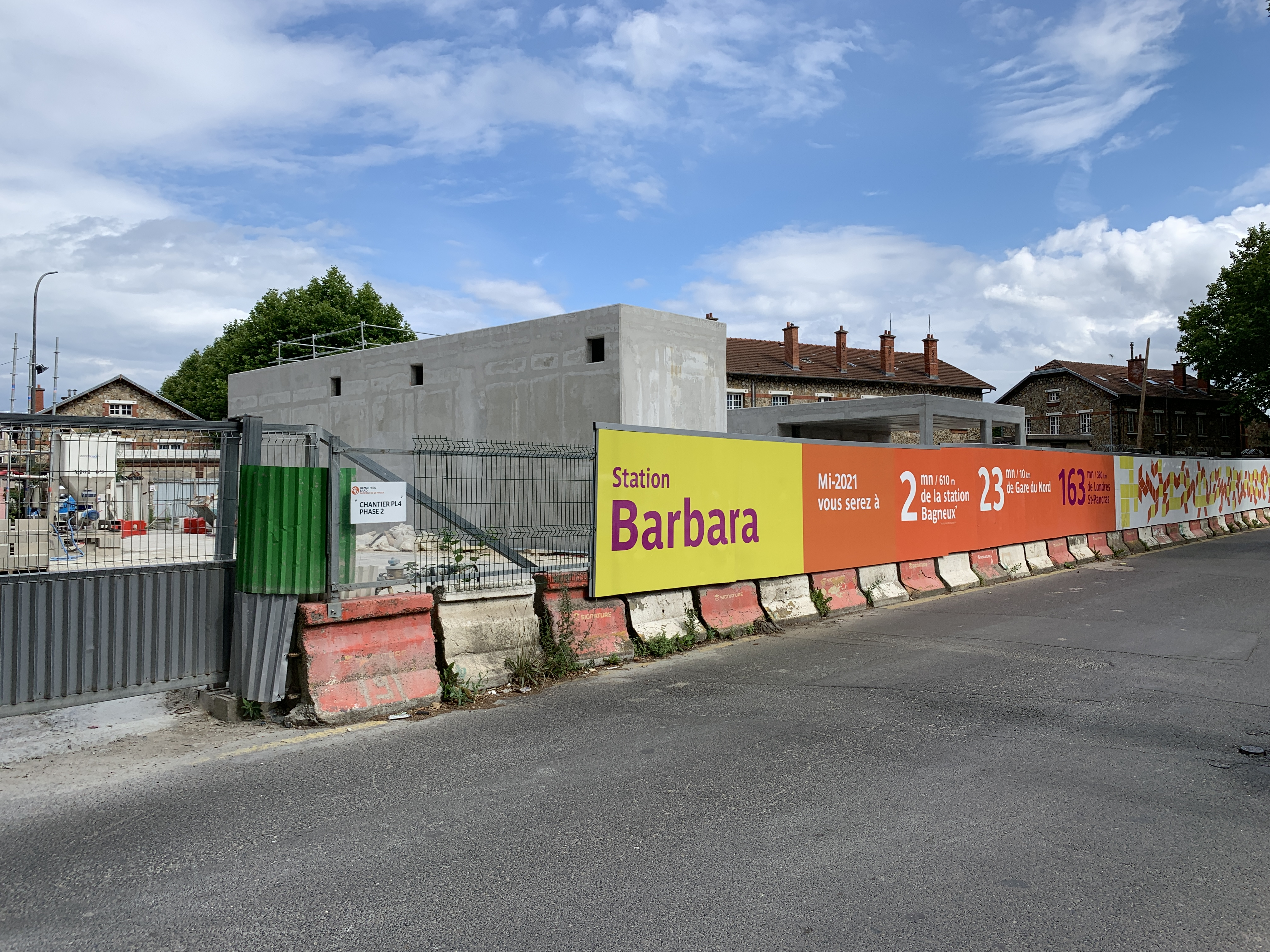
Die Station im Bau (Juni 2020)

Barbara ist der Name einer unterirdischen Station der Linie 4 der Pariser Métro. Sie befindet sich in Montrouge und Bagneux unterhalb der Avenue de Stalingrad. Der Haupteingang liegt an der Avenue de Verdun Ecke Avenue Marx-Dormoy. Ein Nebeneingang ist an der Avenue de Stalingrad Ecke Avenue du Colonel-Fabien zu finden. In der Nähe befindet sich der Cimetière parisien de Bagneux. Die Station ist nach der französischen Sängerin, Texterin und Komponistin Barbara benannt, die nach ihrem Tod 1997 in Bagneux bestattet wurde.
Die Eröffnung der Station fand am 13. Januar 2022 statt. Sie ist Teil der Verlängerung der Linie 4 um drei Stationen von Porte d’Orléans bis Bagneux. Der Projektbeginn für die 2,7 km lange Strecke war im Januar 2001, die öffentliche Auslegung vom Januar bis zum März 2004. Erste Bauarbeiten begannen Ende 2005/Anfang 2006. Die Inbetriebnahme des ersten Abschnitts bis Mairie de Montrouge war am 23. März 2013. Finanziert wird das Projekt vom französischen Staat, der Région, den Gemeinden und der RATP. Die Bauarbeiten für den letzten 1,9 km langen Abschnitt bis Bagneux begannen im Jahr 2014.
Der vorläufige Name der Station lautete Verdun-Sud. Zur endgültigen Namensfindung wurde ein neues Verfahren angewandt: In einer öffentlichen Online-Abstimmung, an der während eines Monats jeder Bürger teilnehmen konnte, standen drei Namen zur Wahl: der der Chansonnière Barbara, der des Komikers und Schauspielers Coluche und Fort de Montrouge nach einem historischen Bauwerk des Vorortes, den die U-Bahnlinie hier durchquert. Mehr als 30.000 Personen beteiligten sich an der Abstimmung. Kriterien für die vorgeschlagenen Namen waren, dass sie einen Bezug zum Ort haben und nicht zu lang sein sollten. Am 19. Juni 2018 gab die Transportgesellschaft Ile-de-France Mobilités bekannt, dass die Wahl auf Barbara gefallen sei. Die Wahl des Frauennamens wurde begrüßt, da nur sieben der 303 Stationen der Pariser Métro nach weiblichen Persönlichkeiten benannt waren. In der gleichen Abstimmung wurde auch für die Nachbarstation, die zum selben Bauabschnitt gehörte, ein Name gesucht. Hier fiel die Entscheidung für Lucie Aubrac, eine französische Antifaschistin, Résistance-Kämpferin und Menschenrechtsaktivistin.